# Carex sempervirens
Carex sempervirens es una especie de planta herbácea de la familia de las  ciperáceas.

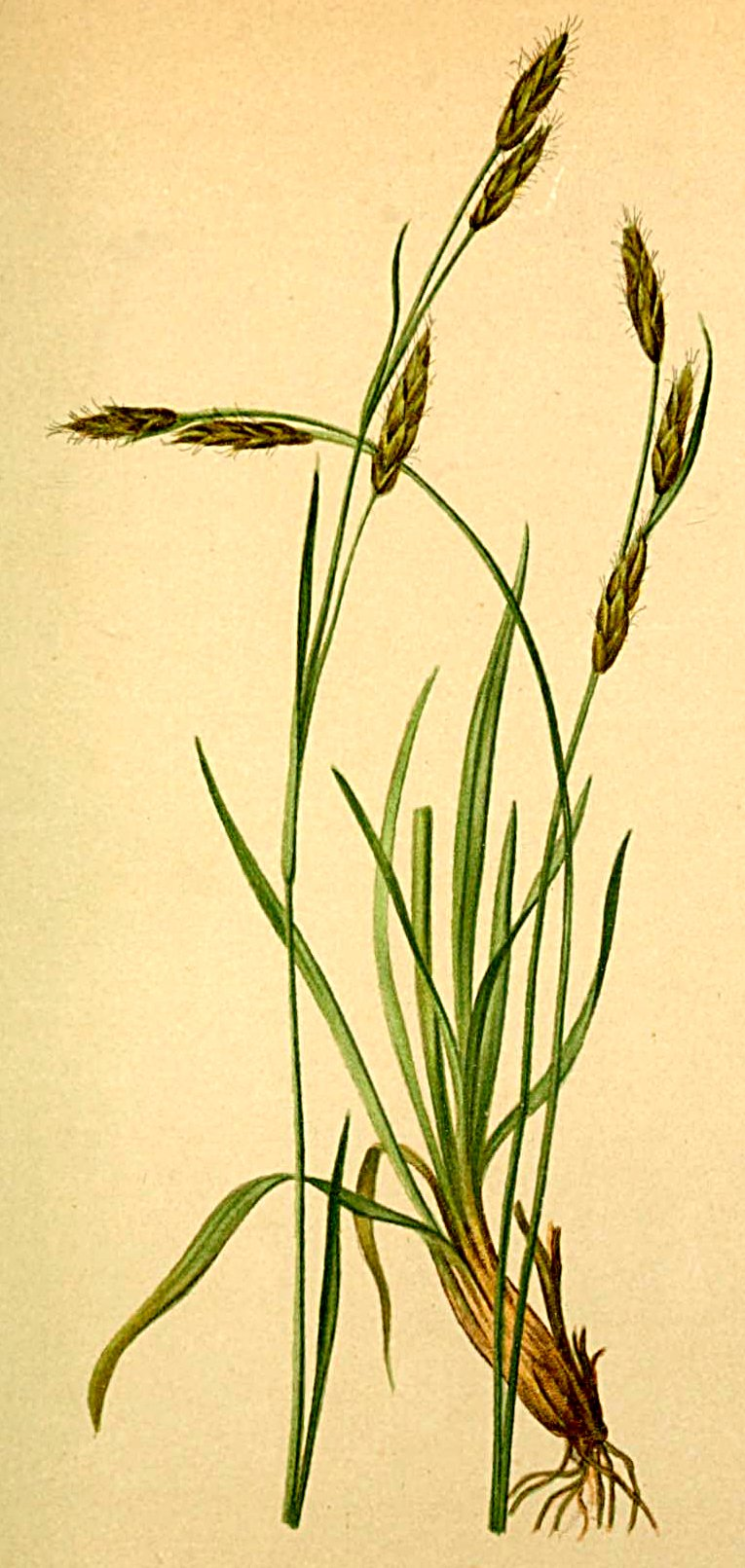
Ilustración

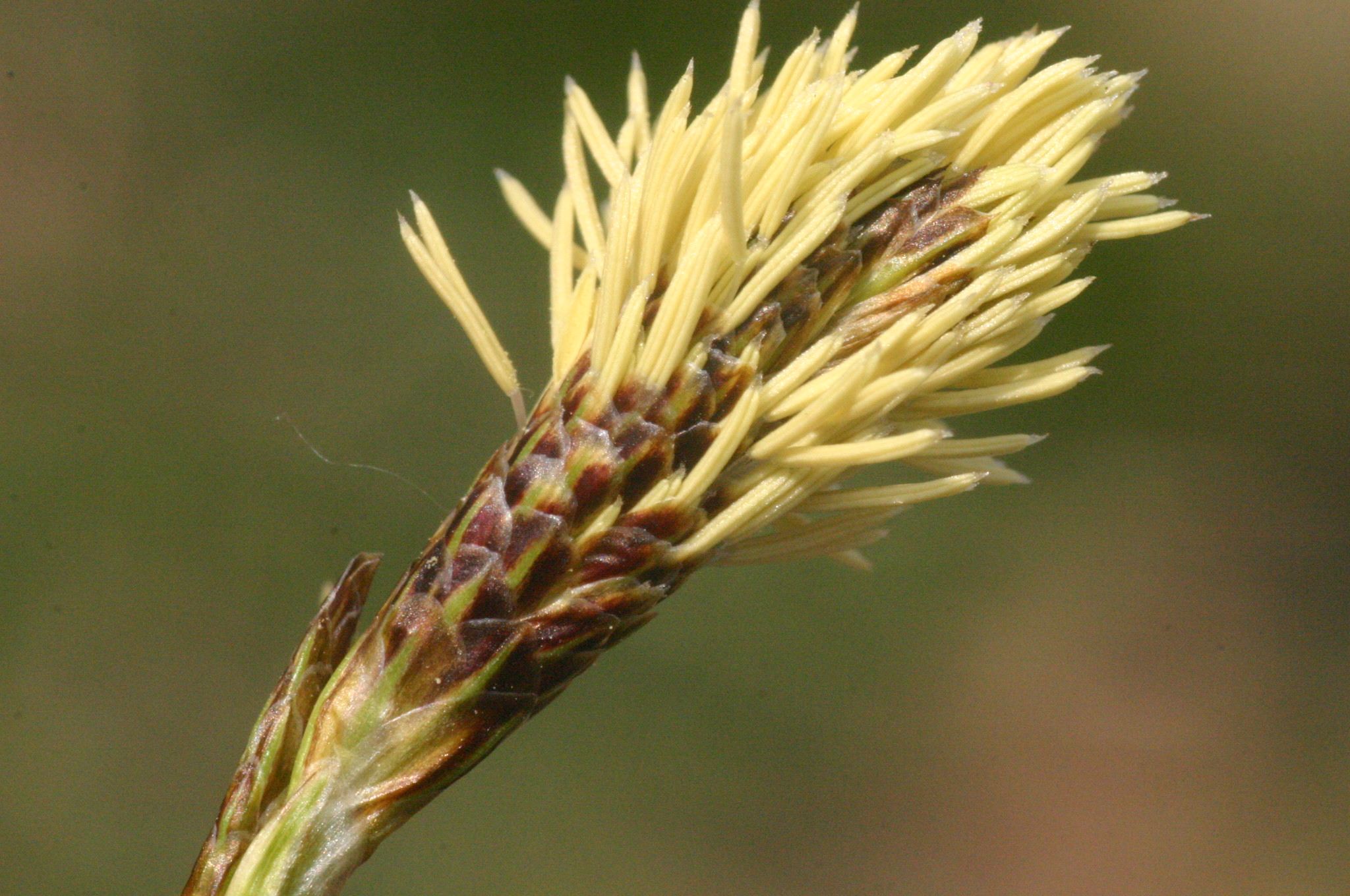
Detalle de la planta

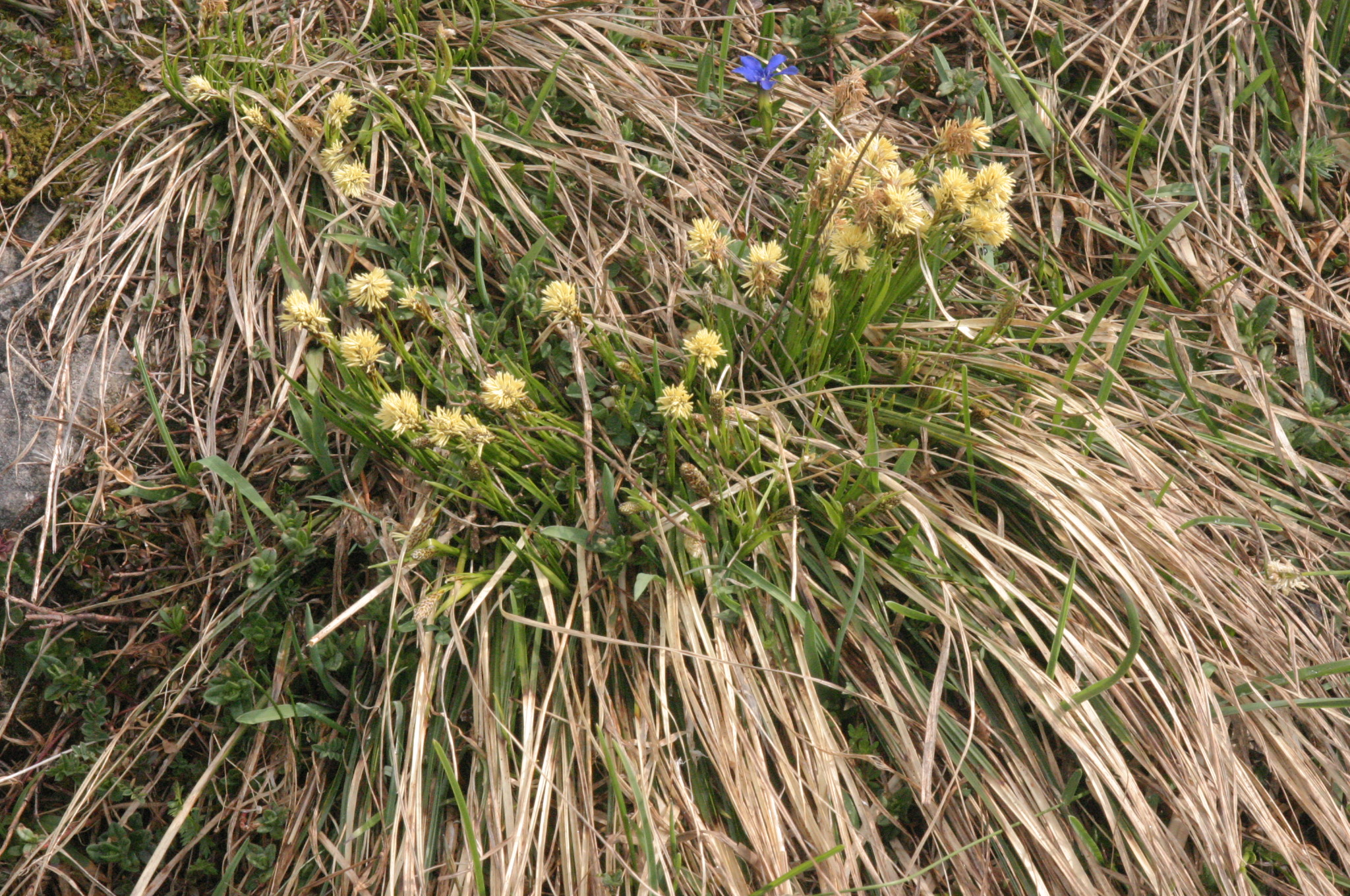
Vista de la planta

## Descripción
Es una pequeña planta densamente cespitosa, con rizoma muy grueso. Tallos de (10)15-30(50) cm de altura, obtusamente trígonos, lisos o raramente con algunos acúleos en la zona superior. Hojas 2-3(3,5) mm de anchura, de menor longitud que los tallos, ásperas en los bordes y a veces con algunos acúleos en el haz, ± planas, algo rígidas; lígula hasta de 1 mm, de ápice redondeado; sin antelígula; vainas basales con limbo desarrollado, enteras o ± rotas, amarillentas, pardas o negruzcas, en ocasiones con manchas de color púrpura. Bráctea inferior cortamente foliácea, de menor longitud que la inflorescencia, envainante. Espigas masculinas 1-3(4), de (7)10-15(21) mm, fusiformes, la inferior a veces con algún utrículo en la base; espigas femeninas 1-3, de 10-20(25) mm, ovoides o cilíndricas, ± densifloras, ± separadas, pedunculadas, erectas, raramente la inferior colgante. Glumas masculinas ovales u obovadas, de ápice agudo, obtuso o redondeado, de color rojo-púrpura obscuro, con margen escarioso ancho en la zona superior; glumas femeninas ± ovales, de ápice agudo o subagudo, de color rojo-púrpura obscuro, con ancho margen escarioso en la zona superior, menores que los utrículos. Utrículos (4,5)5-7(7,2) × 1,3-2,1 mm, erectos o suberectos, de contorno lanceolado o estrechamente oval, trígonos, con varios nervios marcados, glabros o pubescentes en la mitad superior, verdosos, variablemente teñidos de color pardopúrpura, cortamente estipitados, gradualmente atenuados en un pico de 1,2-3 mm, recto, de ápice escarioso, irregularmente roto, en ocasiones cortamente bífido, escábrido. Aquenios 2,5-3 × 1,2-2 mm, de contorno elíptico, trígonos, pardos, generalmente con un largo estípite.

## Distribución y hábitat
Se encuentra en prados pedregosos y gleras de zonas de montaña; a una altitud de 500-2700 metros. Endemismo europeo: se distribuye por la cordillera Cantábrica, Pirineos, Alpes, Jura, Apeninos, Balcanes, Tatras y Cárpatos.

## Taxonomía
Carex sempervirens fue descrita por  Dominique Villars y publicado en Histoire des Plantes de Dauphiné 2: 214. 1787.
Citología
Número de cromosomas de Carex sempervirens (Fam. Cyperaceae) y táxones infraespecíficos: 2n=30
Etimología
Ver: Carex
sempervirens; epíteto latino  que significa "siempreviva, perenne".
Sinonimia
- Carex alpestris Gaudin
- Carex alpina Schrank
- Carex arida Schleich. ex Kunth
- Carex bulgarica (Domin) Lazare
- Carex erecta DC.
- Carex ferruginea Schkuhr
- Carex ferruginea var. sempervirens (Vill.) Fiori
- Carex firma var. subalpina Wahlenb.
- Carex granitica Braun-Blanq.
- Carex murrii Appel ex Murr
- Carex tatrorum (Zapal.) Racib.
- Carex trichocarpa Schur
- Carex tristis var. tatrorum Zapal.
- Carex varia Host
- Trasus erectus (DC.) Gray[5][6][7]

## Nombres comunes
Castellano: lartán ferrugineo.